# Звезда (тарот карта)
Звезда (XVII) је 17. ранг карта или карта Велике Аркане у већини традиционалних тарот шпилова. Користи се у игрању игара као и у прорицању.

## Опис
Нага жена клечи крај воде; једна нога је у води, а једна нога на копну. Изнад њене главе је једна велика звезда, која представља њену суштину, и седам мањих звезда, које представљају чакре. У свакој руци она држи по бокал. Из једног бокала сипа течност у воду. Из другог бокала сипа течност на земљу.
Звезда представља: Нове наде и сјајна открића будућности, увид, инспирацију, храброст и просветљење духовног ја. Тело и ум и приближавање светлости на крају мрачног времена. Друго тумачење каже: „Да, нада и светли изгледи; обрнуто (нешто супротно првобитном импулсу демијурга, унутрашњем свеобухватном значењу карте) -- губитак, крађа, оскудица, охолост, напуштеност, ароганција, охолост, импотенција.”

Према књизи А. Е. Вејта из 1910. године Сликовни кључ тарота, звездана карта носи неколико гатачких асоцијација: 
17. ЗВЕЗДА. -- Нада и светли изгледи, Обратно: Губитак, крађа, лишавање, напуштање; друго читање каже: охолост, охолост, немоћ.
У астрологији, карта звезда је повезана са планетом Уран и хороскопским знаком Водолије.